# Scardamia ithyzona
Scardamia ithyzona är en fjärilsart som beskrevs av Turner 1919. Scardamia ithyzona ingår i släktet Scardamia och familjen mätare. Inga underarter finns listade.